# 京都府道53号網野岩滝線
京都府道53号網野岩滝線（きょうとふどう53ごう あみのいわたきせん）は、京都府京丹後市から与謝郡与謝野町に至る府道（主要地方道）である。

## 概要
京丹後市網野町地区の市街地から同市弥栄町地区および大宮町五十河地区を経て与謝野町に至る起終点がいずれも国道178号の路線である。丹後半島を短絡する道路である性格から丹後地域の道路網の骨格として位置付けられ、沿線の随所で改良工事が進行している。
また、沿線には京丹後市役所網野庁舎および弥栄庁舎と与謝野町役場のほか、京丹後市立弥栄病院や京都府立医科大学附属北部医療センターなどの医療拠点が立地しており、これらを連絡する道路として、緊急輸送道路に指定されている。

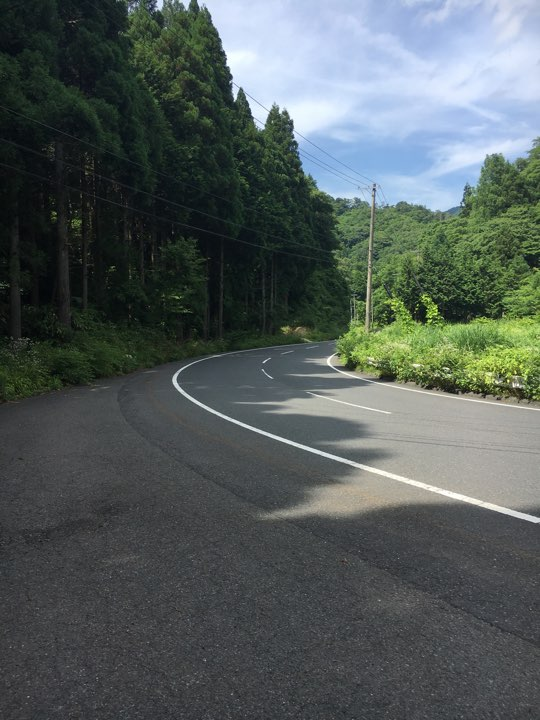
京丹後市弥栄町等楽寺地区。峠越えであるが2車線は確保されている

京丹後市網野町の市街地にある国道178号との交点を起点とし、東へ向かう。途中、未改良区間を挟みながら弥栄町地域に入り、道の駅丹後あじわいの郷を通過する。弥栄大橋で竹野川を渡ると、向きを南に変える。峠を2度越えると与謝野町に入り、再び国道178号と接続する。

### 路線データ
- 起点：京丹後市網野町網野
- 終点：与謝郡与謝野町岩滝

男山交差点を終点とする網野岩滝線と延伸部分で2011年に全線が供用開始した岩滝海岸線について、与謝野町男山地内から与謝野町岩滝地内まで延伸部分の一部を供用開始する告示後に発行された京都府の資料には終点を与謝野町男山と明記しており、与謝野町発行の広報紙においては括弧書きで岩滝海岸線と表記していることから、岩滝海岸線の名称としてここでは別路線として扱う。

#### 網野岩滝線
- 起点：京都府京丹後市長田交差点[座標 1]
- 終点：京都府与謝郡与謝野町男山交差点[座標 2]
- 路線延長：22.9605 km[4]

#### 岩滝海岸線
- 起点：京都府与謝郡与謝野町男山交差点[座標 3]
- 終点：京都府与謝郡与謝野町岩滝[座標 4][2]
- 路線延長：1.330 km[5]

## 歴史
本路線は、道路法（昭和27年法律第180号）第7条の規定に基づき、一般府道として認定された網野五十河宮津線（あみのいかがみやづせん）の全線を前身としている。同法第56条の規定に基づき、主要な都道府県道として1971年の第3次主要地方道指定時に指定された。

### 年表
- 1959年（昭和34年）12月18日
京都府が府道網野五十河宮津線として認定[6]。起点は網野町、終点は宮津市であった。
- 1971年（昭和46年）6月26日
建設省（当時）が府道網野五十河宮津線を府道網野岩滝線として主要地方道に指定[7]。
- 1972年（昭和47年）
京都府が府道網野岩滝線を認定するとともに、府道網野五十河宮津線を廃止。
- 1993年（平成5年）5月11日 - 建設省から、府道網野岩滝線が網野岩滝線として主要地方道に再指定される[8]。

## 路線状況
狭小な未改良区間は残るが、道路拡幅やバイパス道路の建設を推進し、順次供用を開始している。
また、京丹後市弥栄町和田野で国道482号丹後弥栄道路と接続を予定しており、2012年（平成24年）は弥栄町側から築造工を進めるとしている。

### バイパス
鳥取木橋工区（事業中）
道の駅丹後王国「食のみやこ」付近から溝谷バイパスの西側延長上に至る延長1,340mのバイパス道路として施工中。2012年（平成24年）度に供用開始予定。
溝谷バイパス
2001年（平成13年）7月に弥栄町役場（当時）周辺を迂回する延長1,680mのバイパス道路として全線が供用開始。主な構造物に弥栄大橋がある。
等楽寺工区
京丹後市弥栄町等楽寺に整備された。延長1,540mで現道の拡幅とバイパス道路の建設が併用されている。2006年（平成18年）7月21日に全線が供用開始。
堀越工区（事業中）
京丹後市弥栄町等楽寺に整備中。延長460mで2012年現在施工中。
久住工区（事業中）
京丹後市大宮町久住に整備中。延長1,560mで現道の拡幅とバイパス道路の建設が併用され、同時にほ場整備を進めている。2013年（平成25年）に供用開始予定。
延利工区
京丹後市大宮町延利に整備された。延長1,870mで2006年（平成18年）に全線が供用開始。
岩滝海岸線
終点から南へ延伸した区間。与謝野町岩滝の人家連担地域を通過する国道178号のバイパス機能を意図して建設されたバイパス道路で、京都府と与謝野町がそれぞれ整備事業を実施し、2011年（平成23年）6月21日に全線が供用開始した。整備延長は1,510mで、うち京都府道53号としての延長は1,330m、残りは南端附近で接続する与謝野町道平和通である。

### 重複区間
- 京都府道656号間人大宮線（京丹後市弥栄町鳥取 - 京丹後市弥栄町和田野・弥栄大橋交差点）
- 京都府道655号味土野大宮線（京丹後市大宮町延利 - 京丹後市大宮町延利）

### 道路施設
- 道の駅丹後王国「食のみやこ」（旧名・道の駅丹後あじわいの郷）

弥栄大橋
京丹後市弥栄町和田野から溝谷にかけて竹野川を跨ぐ橋。溝谷バイパス整備の際に建設された。弥栄大橋の開通以前は上流側にある和田野大橋を経由し、弥栄町役場（当時）前を通過する経路としていた。

## 地理

### 通過する自治体
- 京丹後市
- 与謝郡与謝野町

### 交差する道路
- 国道178号（京丹後市網野町網野・長田交差点、起点）
- 京都府道663号掛津峰山線（京丹後市網野町島津・島津交差点）
- 丹後広域農道：王国の道（京丹後市網野町島津）
- 京都府道664号橋木鳥取線（京丹後市弥栄町鳥取）
- 京都府道656号間人大宮線（京丹後市弥栄町鳥取）
- 国道482号（京丹後市弥栄町和田野・弥栄大橋交差点）
- 国道482号（京丹後市弥栄町溝谷・溝谷桜ヶ前交差点）
- 京都府道57号弥栄本庄線（京丹後市弥栄町溝谷）
- 京都府道658号久住河辺線（京丹後市大宮町久住）
- 京都府道655号味土野大宮線（京都府道617号上延利線・京都府道618号上世屋内山線 重複）（京丹後市大宮町延利）
- 京都府道655号味土野大宮線（京丹後市大宮町延利）
- 丹後縦貫林道成相線（京丹後市大宮町延利）[要出典]
- 丹後縦貫林道大内線（京丹後市大宮町延利）[要出典]
- 国道178号（国道482号 重複）（与謝郡与謝野町男山・男山交差点）
- 国道178号（国道482号 重複）（与謝郡与謝野町岩滝、終点）

### 沿線にある施設など
自然
- 竹野川
- 阿蘇海

史跡
- 網野銚子山古墳
- 笠町古墳群

学校
- 京丹後市立鳥取小学校
- 京丹後市立溝谷小学校

金融機関・郵便局
- 網野島津郵便局
- 五十河簡易郵便局

神社・仏閣
- 本覚寺
- 等楽寺
- 板列八幡神社

余暇・観光
- 阿蘇シーサイドパーク

### 座標
1. ↑  網野岩滝線起点：北緯35度40分47秒 東経135度01分49秒 / 北緯35.679705度 東経135.030296度
2. ↑  網野岩滝線終点：北緯35度34分18秒 東経135度09分41秒 / 北緯35.571624度 東経135.161378度
3. ↑  岩滝海岸線起点：北緯35度34分18秒 東経135度09分41秒 / 北緯35.571624度 東経135.161378度
4. ↑  岩滝海岸線終点：北緯35度33分41秒 東経135度09分21秒 / 北緯35.561424度 東経135.155834度